# Sommedieue
Sommedieue est une commune française située dans le département de la Meuse, en région Grand Est.

## Géographie

### Situation
Situé à une quinzaine de kilomètres de Verdun, Sommedieue est un petit village très vallonné, traversé par la rivière la Dieue, un affluent de la Meuse, qui lui donne son nom : c'est sur le territoire de la commune qu'elle prend sa source. La commune fait partie du parc naturel régional de Lorraine.

#### Communes limitrophes
| Haudainville    | Haudainville    |                |
| Dieue-sur-Meuse | Sommedieue      | Rupt-en-Woëvre |
| Dieue-sur-Meuse | Dieue-sur-Meuse | Rupt-en-Woëvre |

### Hydrographie
La commune est traversée par la ligne de partage des eaux entre les bassins versants du Rhin et de la Meuse au sein du bassin Rhin-Meuse. Elle est drainée par le ruisseau de la Dieue et le ruisseau de Beudat,.

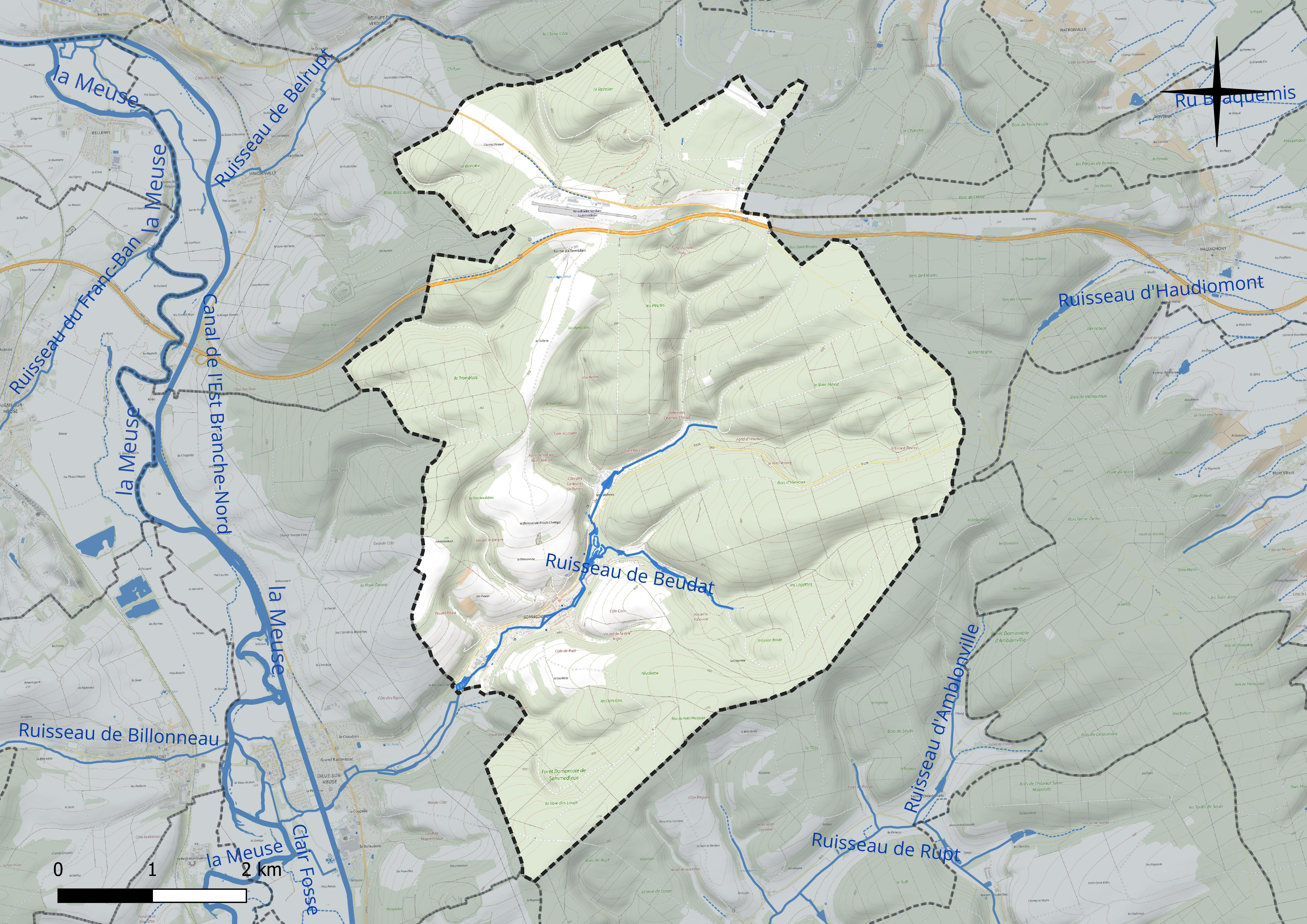
Réseau hydrographique de Sommedieue.

### Climat
Pour des articles plus généraux, voir Climat du Grand Est et Climat de la Meuse.
En 2010, le climat de la commune est de type climat de montagne, selon une étude du Centre national de la recherche scientifique s'appuyant sur une série de données couvrant la période 1971-2000. En 2020, Météo-France publie une typologie des climats de la France métropolitaine dans laquelle la commune est exposée à un climat océanique altéré et est dans la région climatique  Lorraine, plateau de Langres, Morvan, caractérisée par un hiver rude (1,5 °C), des vents modérés et des brouillards fréquents en automne et hiver. 
Pour la période 1971-2000, la température annuelle moyenne est de 9,5 °C, avec une amplitude thermique annuelle de 15,7 °C. Le cumul annuel moyen de précipitations est de 972 mm, avec 14,3 jours de précipitations en janvier et 9,9 jours en juillet. Pour la période 1991-2020, la température moyenne annuelle observée sur la station météorologique de Météo-France la plus proche, « Bonzée_sapc », sur la commune de Bonzée à 10 km à vol d'oiseau, est de 10,6 °C et le cumul annuel moyen de précipitations est de 783,7 mm. 
La température maximale relevée sur cette station est de 40,6 °C, atteinte le 24 juillet 2019 ; la température minimale est de −17,3 °C, atteinte le 7 février 2012,,. 
Les paramètres climatiques de la commune ont été estimés pour le milieu du siècle (2041-2070) selon différents scénarios d'émission de gaz à effet de serre à partir des nouvelles projections climatiques de référence DRIAS-2020. Ils sont consultables sur un site dédié publié par Météo-France en novembre 2022.

## Urbanisme

### Typologie
Au 1er janvier 2024, Sommedieue est catégorisée bourg rural, selon la nouvelle grille communale de densité à sept niveaux définie par l'Insee en 2022.
Elle est située hors unité urbaine. Par ailleurs la commune fait partie de l'aire d'attraction de Verdun, dont elle est une commune de la couronne,. Cette aire, qui regroupe 103 communes, est catégorisée dans les aires de moins de 50 000 habitants,.

### Occupation des sols
L'occupation des sols de la commune, telle qu'elle ressort de la base de données européenne d’occupation biophysique des sols Corine Land Cover (CLC), est marquée par l'importance des forêts et milieux semi-naturels (83,1 % en 2018), une proportion sensiblement équivalente à celle de 1990 (83,7 %). La répartition détaillée en 2018 est la suivante : 
forêts (83,1 %), terres arables (11,7 %), zones industrielles ou commerciales et réseaux de communication (2,3 %), zones urbanisées (1,7 %), prairies (1,2 %). L'évolution de l’occupation des sols de la commune et de ses infrastructures peut être observée sur les différentes représentations cartographiques du territoire : la carte de Cassini (XVIIIe siècle), la carte d'état-major (1820-1866) et les cartes ou photos aériennes de l'IGN pour la période actuelle (1950 à aujourd'hui).

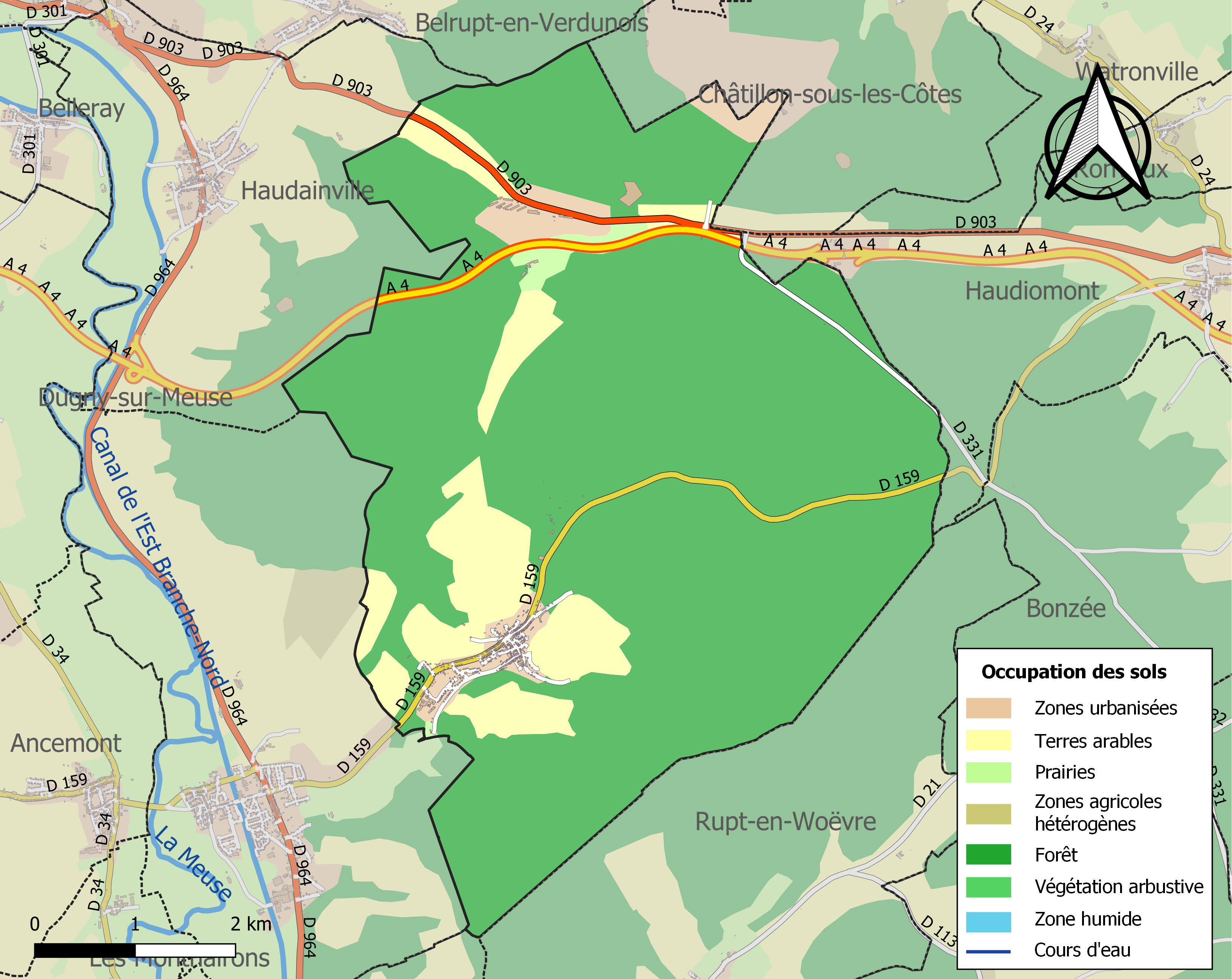
Carte des infrastructures et de l'occupation des sols de la commune en 2018 (CLC).

## Toponymie
Le nom de la localité est attesté sous les formes Somma-Deuvia (984) ; Summa-Deuuia (1100) ; Summa-Dewia (1201) ; Somme-Deu (1250) ; Summa-Deuwia (1255) ; Somma-Deva (1255) ; Sommedeve (1289) ; Somme-Dieu (1322) ; Somedieue (1387) ; Sommediewe (1642) ; Somme-Dieuve (1656) ; Som-Dieuë (1700) ; Sommedievue (1738) ; Sudivium (1738) ; Somme-Dieuve (1749) ; Summa-Devia ; Somma-Divæ.

Le nom de Sommedieue provient du latin Summa, source et du gaulois Deva, divine.
Dans la toponymie locale, les lieux appelés somme désignent une « source », pour Somme-dieue, « source de (la rivière) la Dieue », un affluent de la Meuse.

## Histoire
À la source de la Dieue, le site de Sommedieue est occupé dès l'époque gallo-romaine, ainsi qu'en témoignent le mallus gaulois et les vestiges archéologiques découverts. Le village est, au Moyen Âge, situé dans une enclave barroise du Verdunois. La nomination à la cure est confiée par l'évêque de Verdun à l'abbaye Saint-Paul en 1201. Jusqu'à la fin du XVIIIe siècle, Sommedieue reste une petite agglomération de maisons de bûcherons et de charbonniers ; c'est au XIXe siècle que le village entreprend une industrialisation en se dotant d'un moulin, d'une scierie, de tourneries et d'une fabrique de chaises et de meubles. À la fin du XIXe siècle, Sommedieue compte environ 300 ouvriers. Nombre de ces activités ont depuis périclité.

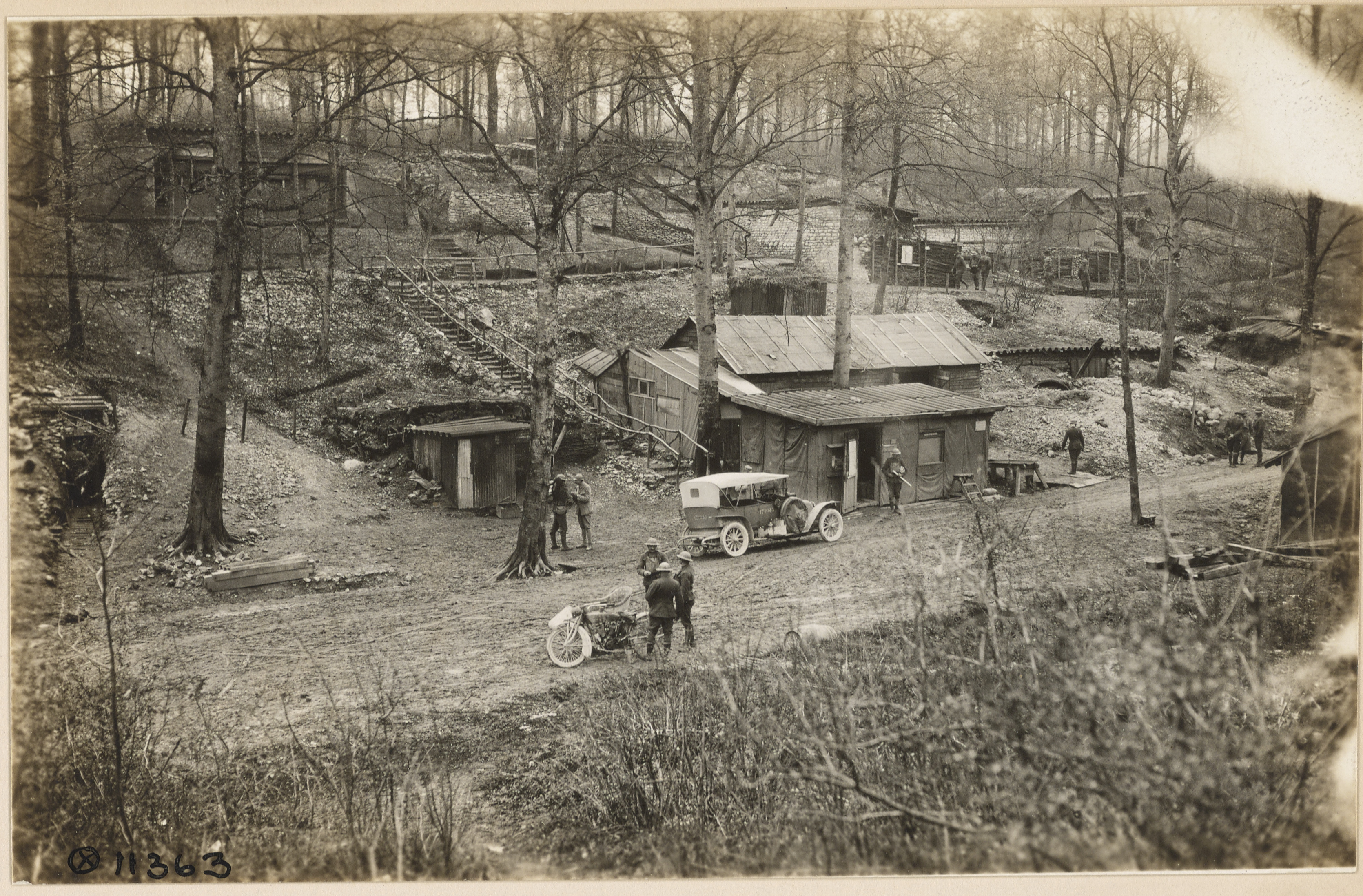
Le QG du 6e corps d'armée (États-Unis), d'Omar Bundy en avril 1918.

Durant la Première Guerre mondiale, en décembre 1914, la ligne de front se situe dans la commune, tenue par le 106e régiment d'infanterie. Le 25 décembre 1914, le 67e régiment d'infanterie attaque les Allemands, en réplique l'artillerie allemande bombarde la commune. « La canonnade s'exalte, rebondit et tressaille, avec des éclats cuivrés, de stridences, des espèces de rires. Elle nous cogne sur les nerfs, nous fait courir dans les reins de grands frissons glacés. On dirait une fanfare puissante et sauvage dont le rythme nous empoigne violemment, nous jette à une frénésie morne où nous nous enfonçons sans pouvoir nous débattre, sans le vouloir, vaincus. »

## Politique et administration
| Période                                  | Période                      | Identité                                     | Étiquette | Qualité    |
| ---------------------------------------- | ---------------------------- | -------------------------------------------- | --------- | ---------- |
| Les données manquantes sont à compléter. |                              |                                              |           |            |
| mars 2008                                | En cours (au 3 juillet 2020) | Daniel Sanzey Réélu pour le mandat 2020-2026 |           | Professeur |

## Population et société

### Démographie
L'évolution du nombre d'habitants est connue à travers les recensements de la population effectués dans la commune depuis 1793. Pour les communes de moins de 10 000 habitants, une enquête de recensement portant sur toute la population est réalisée tous les cinq ans, les populations de référence des années intermédiaires étant quant à elles estimées par interpolation ou extrapolation. Pour la commune, le premier recensement exhaustif entrant dans le cadre du nouveau dispositif a été réalisé en 2007.

En 2022, la commune comptait 959 habitants, en évolution de −0,62 % par rapport à 2016 (Meuse : −4,4 %, France hors Mayotte : +2,11 %).
| 1793 | 1800 | 1806 | 1821 | 1831 | 1836  | 1841  | 1846  | 1851  |
| ---- | ---- | ---- | ---- | ---- | ----- | ----- | ----- | ----- |
| 615  | 601  | 639  | 738  | 926  | 1 024 | 1 159 | 1 202 | 1 172 |

| 1856  | 1861  | 1866  | 1872  | 1876  | 1881  | 1886  | 1891  | 1896  |
| ----- | ----- | ----- | ----- | ----- | ----- | ----- | ----- | ----- |
| 1 100 | 1 172 | 1 260 | 1 233 | 1 197 | 1 308 | 1 336 | 1 126 | 1 287 |

| 1901  | 1906  | 1911  | 1921  | 1926  | 1931  | 1936  | 1946 | 1954  |
| ----- | ----- | ----- | ----- | ----- | ----- | ----- | ---- | ----- |
| 1 498 | 1 365 | 1 418 | 1 362 | 1 184 | 1 232 | 1 230 | 871  | 1 018 |

| 1962  | 1968 | 1975 | 1982 | 1990 | 1999 | 2006 | 2007 | 2012 |
| ----- | ---- | ---- | ---- | ---- | ---- | ---- | ---- | ---- |
| 1 037 | 983  | 879  | 949  | 968  | 980  | 944  | 937  | 947  |

| 2017 | 2022 | - | - | - | - | - | - | - |
| ---- | ---- | - | - | - | - | - | - | - |
| 977  | 959  | - | - | - | - | - | - | - |

## Culture locale et patrimoine

### Lieux et monuments

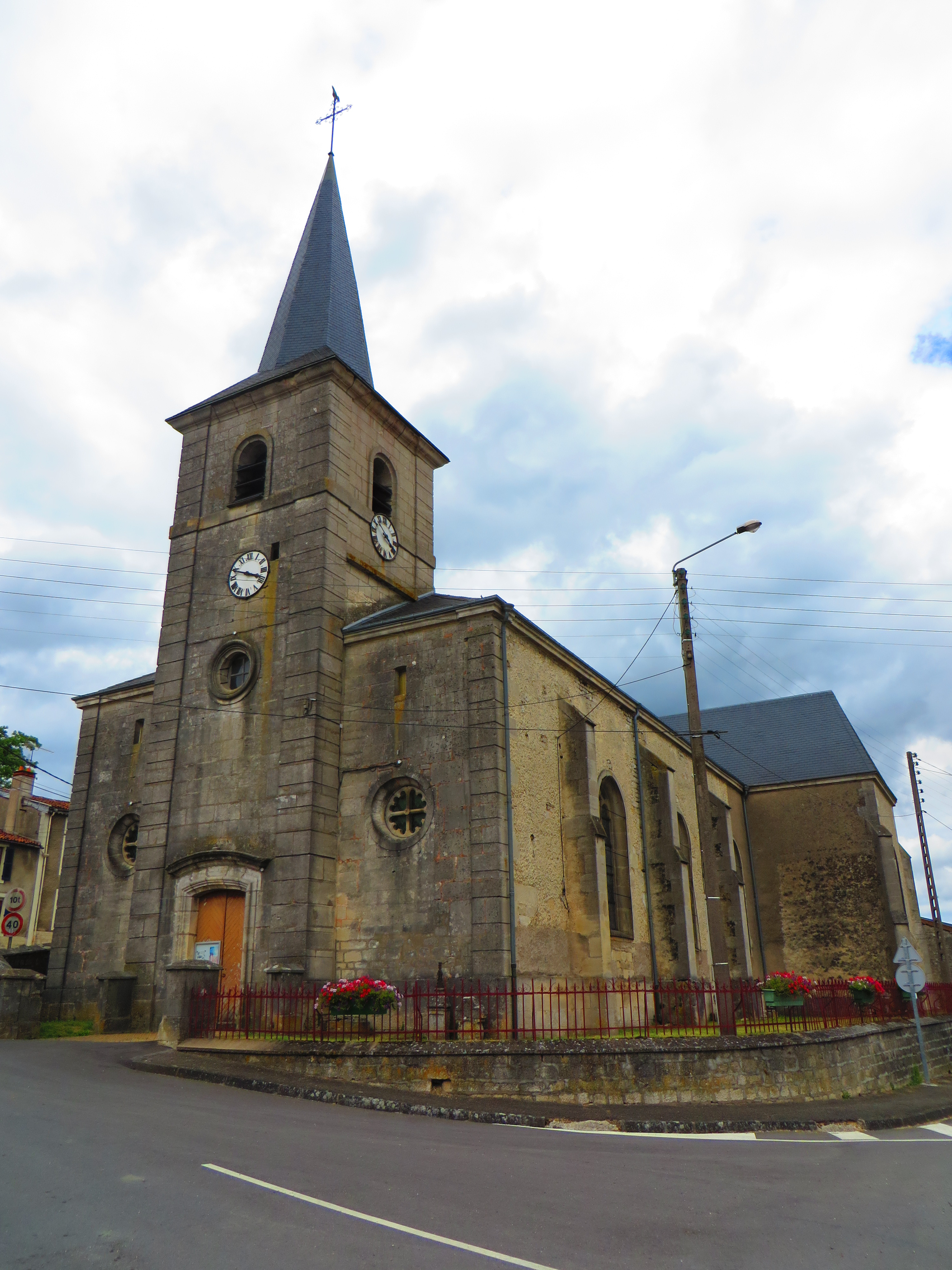
L'église Saint-Jean-Baptiste.

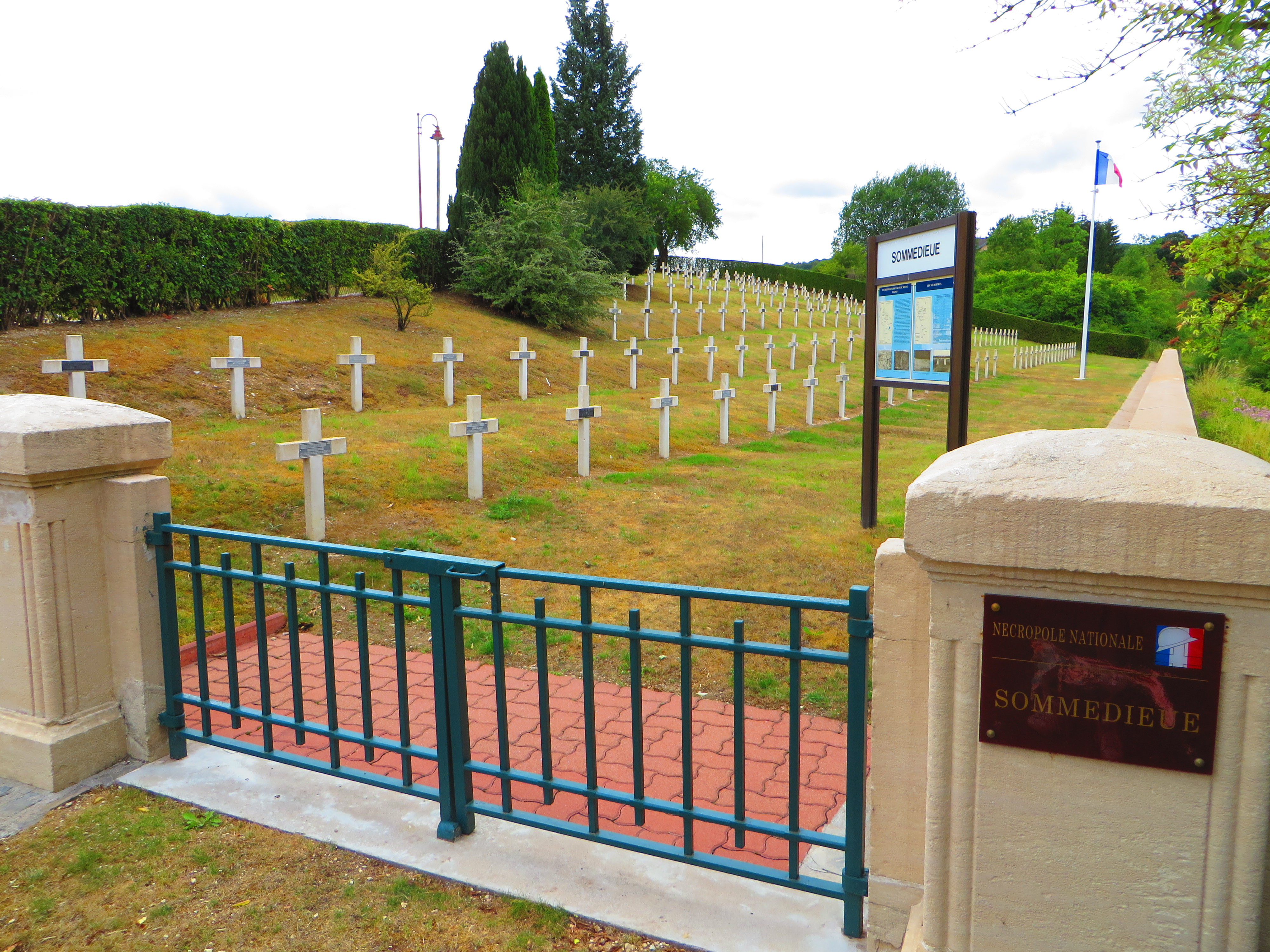
La nécropole nationale.

- L'hôtel de ville, dans la salle du conseil : Marianne du peintre Lucien Lantier.
- L'église Saint-Jean-Baptiste XVIIIe siècle.
- Les deux maisons de maîtres appelées châteaux avec parc.
- Le fort du Rozelier, 1887 - 1890, renforcé en 1904.
- L'ouvrage Saint-Symphorien, 1804.
- Les belles maisons de XVIIIe siècle, dont plusieurs datées.
- Plusieurs lavoirs du XIXe siècle : Saint-Joseph, la Ninade, etc.
- Les nombreuses sources dont la plus connue est la Fontaine du Curé.
- Le camping municipal au lieu-dit les Épichées.
- L'aérodrome communal ouvert à la circulation aérienne publique sur l'ancienne base aérienne américaine du Rozelier.
- Le terrain militaire et abri souterrain de munitions.
- Dans le Fond d'Hinvaux, vestige d'un chemin de fer militaire pour artillerie lourde sur voie ferrée (ALFV).
- La nécropole nationale de 1914-1918.

### Personnalités liées à la commune
- Jean Berveiller (1904-1976), compositeur, est né à Sommedieue

### Décorations françaises
- Croix de guerre 1914-1918 : 11 août 1921.